# واکینگ استریت
واکینگ استریت (به انگلیسی: Walking Street) نام خیابانی معروف و توریستی در شهر پاتایا در کشور تایلند است، بیشتز حاشیهٔ این خیابان را کاباره‌ها دیسکوها و فاحشه‌خانه‌ها تشکیل می‌دهد که به همین سبب مورد توجه بسیاری از گردشگران قرار گرفته‌است.
تردد خودروها و موتورسیکلت‌ها در واکینگ استریت از ساعت ۱۹ ممنوع است. این خیابان توسط «پلیس گردشگری» محافظت می‌شود.

## نگارخانه

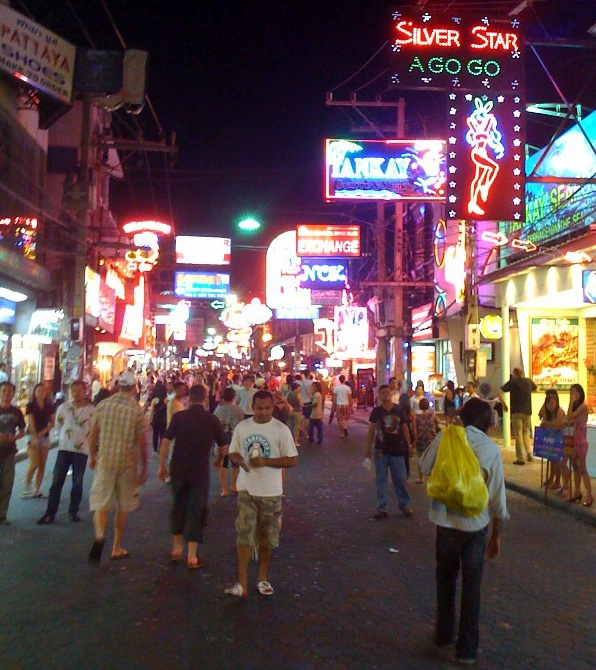
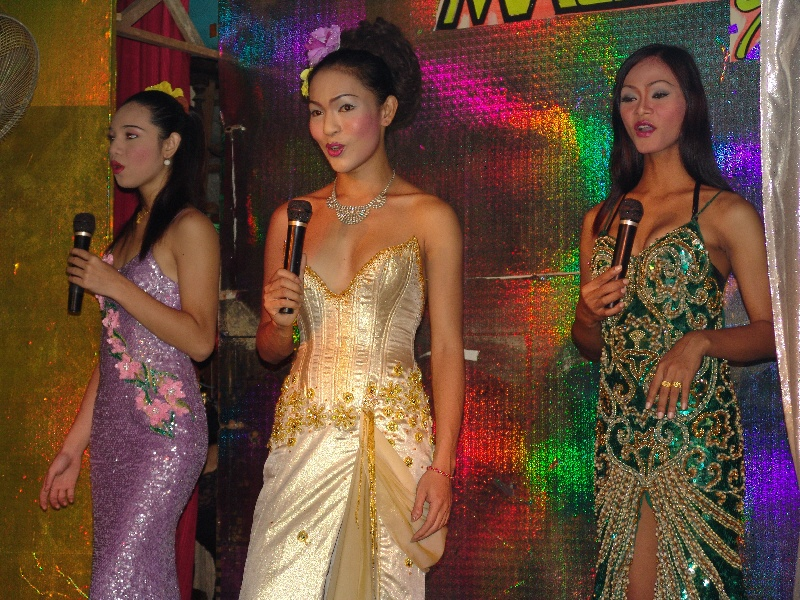
سه تراجنسی در حال اجرای برنامه در یکی از کاباره‌های پاتایا
کودکی در حال رقص در بار خیابان
همجنس‌گراها در حال رقص در جلو گی کلاب در واکینگ استریت